# Juliano (primicério dos notários)
Juliano (em latim: Iulianus) foi um oficial romano do século IV, ativo durante o reinado do imperador Honório (r. 395–423). No final de 409, foi enviado pelo imperador como emissário com Jóvio, Potâmio e Valente para o usurpador Prisco Átalo em Roma para oferecer termos. Ele era primicério dos notários.